# Kyaw Zaw
Kyaw Zaw est un nom birman ; les principes des noms et prénoms ne s'appliquent pas ; U et Daw sont des titres de respect.
Kyaw Zaw (birman ‌ကျော်ဇော ; API : /tʃɔ̀ zɔ́/) ; né le 3 décembre 1919 et mort le 10 octobre 2012, est le nom de guerre sous lequel est le plus connu Maung Shwe ou Thakin Shwe, un des fondateurs de l'armée birmane moderne (Tatmadaw), membre des Trente Camarades entraînés par les japonais pour l'indépendance de la Birmanie. Il fut aussi un des dirigeants du Parti communiste de Birmanie (PCB) ; il vivait en exil en Chine, dans le Yunnan.

## Jeunesse et activisme
Né dans le village de Hsaingzu, près de Thonze, dans l'actuelle division de Bago, Kyaw Zaw reçut une éducation traditionnelle, principalement dans les écoles bouddhiques, en prenant souvent pour la vassa l'habit des novices, jusqu'à son départ pour la Pazundaung Municipal High School de Rangoon. Certains des professeurs y étaient membres de l'organisation nationaliste Dobama Asiayone(ou Thakin), et ils éveillèrent sa conscience politique. Il rejoignit bientôt le Yè tat (les Braves), la milice du Dobama. Comme il ne parlait que birman, il ne put entrer à l'université et alla seulement à la Highergrade Teachers Training School, où la connaissance de l'anglais n'était pas exigée.
Durant la grande grève générale de 1938, connue sous le nom Htaung thoun ya byei Ayeidawbon (la "révolution de 1300", selon le calendrier birman traditionnel), Kyaw Saw fut un de ceux qui murèrent le Secrétariat, siège du gouvernement colonial britannique, le 20 décembre. Comme ils quittaient les lieux en triomphe, les étudiants de l'Université de Rangoon, en tête de cortège, furent chargés à coup de bâtons par la police montée, qui tua l'un d'eux, un certain Aung Kyaw. Kyaw Zaw assista à cet événement et fut lui-même légèrement blessé par un cheval.

## Combat pour l'indépendance
À la fin de la grève, il rejoignit le Dobama Asiayone et prit le nom de Thakin Shwe ("Thakin" signifie "maître", sous-entendu : "de son pays"). Il devint professeur d'école à Thonze, tout en continuant à combattre pour l'indépendance et à organiser la milice locale. Il rencontra sa future épouse Ma Than Sein, mais désireux d'apprendre l'anglais, retourna à Rangoon au début de  l'année 1941. Il y fut bientôt recruté par les dirigeants du Dobama et en avril, âgé de 21 ans, rejoignit un groupe de jeunes gens plus tard connu sous le nom des Trente Camarades : il quitta secrètement la Birmanie à bord d'un navire à destination de Yokohama. Transféré dans l'île de Hainan, il y reçut une formation militaire avant de regagner son pays en décembre 1941 au sein de la nouvelle Armée pour l'indépendance birmane d'Aung San, qui luttait contre le colonisateur britannique aux côtés de l'Armée impériale japonaise. Thakin Shwe avait alors pris le nom de guerre de Bo Kyaw Zaw (Commandant Gloire).

## Carrière militaire

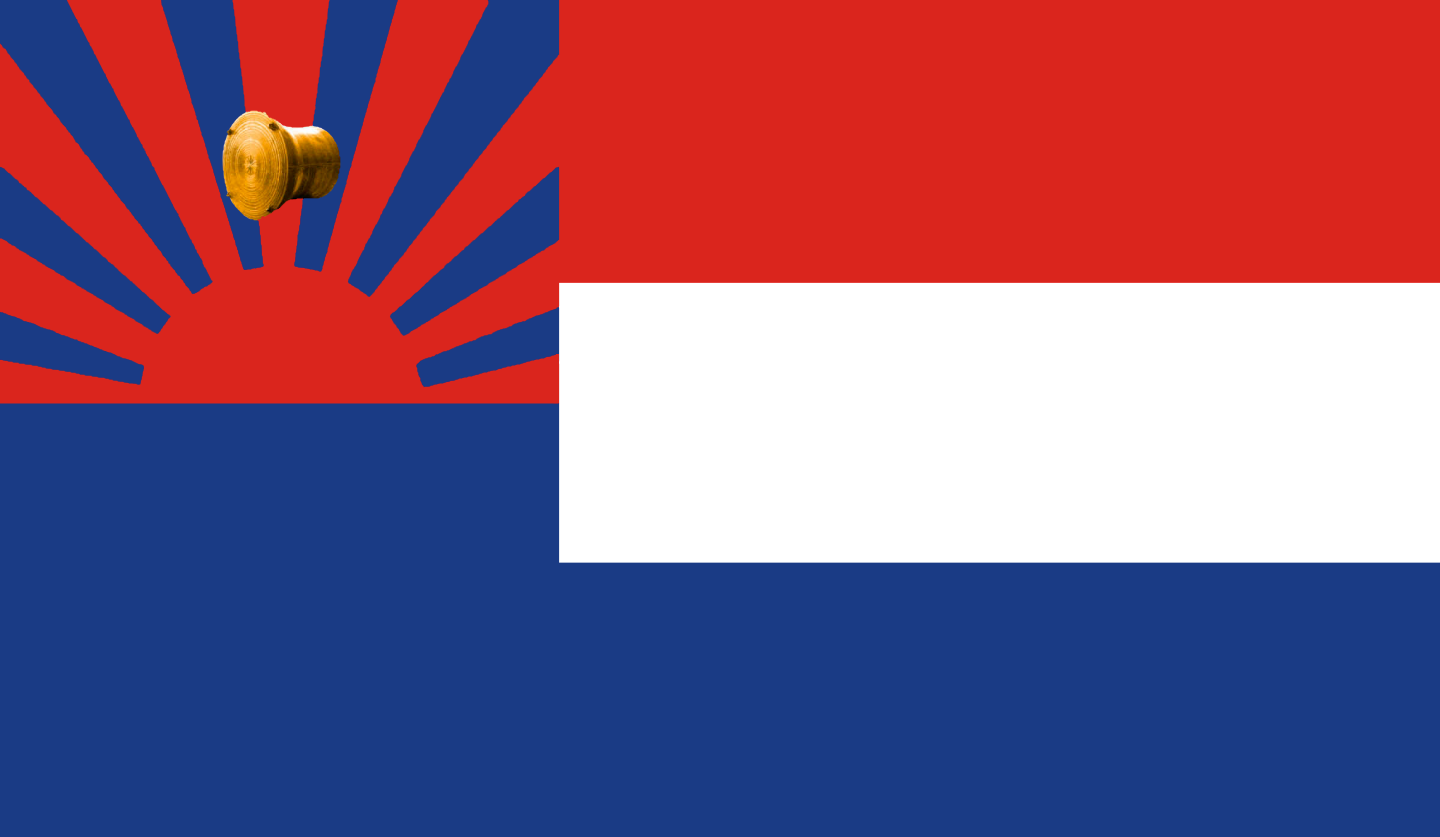
Drapeau de l'Union nationale karen

Après l'indépendance du pays en janvier 1948, Kyaw Zaw mena campagne contre les insurgés de l'Union nationale karen, qui s'étaient soulevés en août et menaçaient Rangoon. Nommé commandant en chef par le ministre de la guerre Ne Win au moment de cette crise, il fut blessé à la cuisse par un shrapnel au cours de la bataille d'Insein, qui mit fin au siège de Rangoon par les Karens en 1949. Kyaw Zaw déclara plus tard que cette bataille avait été la plus amère de sa carrière militaire, avec les plus grandes pertes humaines.
Il devint ensuite célèbre pour sa victoire sur les troupes du Kuomintang établies dans le nord du pays : celles-ci avaient fui la Chine après la victoire du Parti communiste chinois en 1949 et installés des bases en Birmanie au début des années 1950. Ces troupes, soutenues par les États-Unis, faisaient des incursions occasionnelles en Chine pour combattre les communistes. Entre 1953 et 1955, sous ses ordres, l'armée birmane réussit à refouler le Kuomintang vers la Thaïlande.
Entre 1954 et 1955, Kyaw Saw réussit aussi à rétablir un semblant de gouvernement central dans l'État Karen.
Il fut obligé de quitter l'armée en avril 1957, lorsque des documents trouvés durant des raids contre la rébellion communiste en Birmanie centrale montrèrent qu'il avait peut-être contacté les communistes pour les informer des mouvements de l'armée. Une commission créée pour enquêter sur "le cas du général de brigade Kyaw Zaw" (en birman, Bohmu Gyoke Kyaw Zaw Keik-sa) conclut de l'examen des preuves que son rôle était suspect et recommanda sa mise à l'écart de l'armée. Il avait rejoint le Parti Communiste de Birmanie en 1944 et avait été élu à son comité central l'année suivante. Il n'avait cependant pas rejoint les autres militaires communistes dans leur rébellion en 1948, peut-être parce qu'il était alors convalescent de la tuberculose.

## Intermède civil
Après sa mise en retraite, Kyaw Zaw se présenta comme candidat indépendant aux élections parlementaires de février 1960. Il ne fut pas élu. En avril 1963, le Conseil révolutionnaire (RC) présidé par le général Ne Win invita les divers groupes rebelles à des négociations de paix à Rangoon. Au cours de cette conférence de paix, Kyaw Zaw milita activement pour le Comité Populaire pour la Paix avec Thakin Kodaw Hmaing (1876-1964), politicien et écrivain respecté. De nombreux groupes envoyèrent des délégations à Rangoon, sous la promesse qu'elles ne seraient pas arrêtées (le RC tint parole). Le Parti Communiste de Birmanie (CPB), ou "communistes du drapeau blanc", hors-la-loi depuis le 28 mars 1948, envoya une délégation, bien que son chef Thakin Than Tun restât dans la jungle. Celle des "communistes du drapeau rouge", un groupe trotskiste clandestin depuis octobre 1946, était dirigée par leur chef, le flamboyant Thakin Soe. À l'exception de celles avec le KNDO, bras armé de l'Union nationale karen, qui aboutirent à un cessez-le-feu, puis à un armistice, les négociations se conclurent par un échec en juin 1963, et les délégations des groupes rebelles regagnèrent leurs bases dans la jungle.
La rupture des négociations fut suivie par l'arrestation de dizaines de politiciens et d'écrivains soupçonnés de sympathies communistes, qui furent détenus sans jugement pendant plusieurs années, notamment Aung Than (frère aîné d'Aung San et membre important du  Front National unifié, ou NUF), Thakin San Mya, Thakin Tun Lwin et Bo Ming Gaung (trois anciens des trente Camarades), l'ancien premier ministre Ba Swe et l'écrivain Dagon Ta-ya. Kyaw Zaw "passa entre les gouttes".

## Rébellion communiste
Fin juillet 1976, le gouvernement annonça à la radio et dans les journaux que Kyaw Zaw, son fils Aung Kyaw Zaw et sa fille le docteur Hla Kyaw Zaw avaient disparu de chez eux et fit appel au public pour les retrouver. Puis, le 10 août, la radio du parti Communiste de Birmanie (CPB), émettant depuis Kunming, en Chine, annonça que « l'ancien général de brigade Kyaw Zaw était arrivé dans la zone libérée », c'est-à-dire celle sous contrôle du CPB.
Le même jour, Kyaw Zaw y diffusa un appel au peuple, demandant particulièrement aux membres des forces armées de rejoindre le CPB. Il rappela notamment qu'il avait été un des fondateurs de l'armée birmane et demanda rhétoriquement aux troupes ce qui serait arrivé à l'armée et au pays s'il avait, comme Ne Win (alors au pouvoir depuis 14 ans), « batifolé comme un prince féodal play-boy ». Il révélait aussi pour la première fois qu'Aung San et d'autres membres des Trente Camarades avaient à un moment sérieusement songé à exclure Ne Win de l'armée, en raison des tendances fascistes qu'il avait montrées sous l'autorité japonaise. Selon Kyaw Zaw, ce plan avait échoué par « l'adresse » (kauk-kyit hmu) de Ne Win pour plaire à toutes les parties (hna-phet myet hnar loke-hmu) et à cause des préoccupations de la guerre et de l'immédiat après-guerre. Kyaw Zaw concluait que les tentatives pour retirer à Ne Win le commandement de l'armée constituaient « une leçon historique ». Il exhortait ensuite les troupes gouvernementales à cesser de servir d'assassins et de meurtriers au « roi fou de pouvoir et maléfique (min-hsoe min-nyit) Ne Win ». Kyaw Zaw déclarait que « les aspects les plus importants de l'histoire de l'armée, comme la résistance contre les Japonais de mars à mai 1945 et les années de l'immédiat après-guerre coïncidaient avec (sa) vie personnelle ». Citant l'exemple de la Chine populaire et de « ce qui venait tout juste d'arriver en Indochine » (c'est-à-dire les victoires communistes au Kampuchea, au Viêt Nam et au Laos en avril et décembre 1975) il demandait aux membres des forces armées de ne pas hésiter à « rejoindre la révolution armée menée par le Parti Communiste de Birmanie ».
Cet appel ne produisit quasiment aucun effet. Au contraire, le CPB s'effondra en 1989, principalement à cause de rébellions internes des ethnies Wa et Kokang constituant l'essentiel de ses troupes. Même s'il possède encore un site web et fait périodiquement des déclarations sur la situation politique en Birmanie, il n'a plus depuis cette date d'influence réelle.
En mai 1980, le gouvernement du Parti birman du programme socialiste (BSPP) de Ne Win annonça une amnistie, dont profitèrent de nombreux opposants en exil, comme l'ancien premier ministre U Nu ou Bo Yan Naing, ancien membre des Trente Camarades. Kyaw Zaw resta dans la clandestinité. Lors d'un discours devant l'Association des Vétérans Birmans le 29 juillet 1982, Ne Win évoqua rapidement les Trente Camarades et fit une allusion à « Bo Kyaw Zaw — celui qui est parti ou s'est enfui ».
Au moment du soulèvement prodémocratique de 1988, le Renseignement militaire birman affirma que Kyaw Zaw et Thakin Ba Thein Tin avaient correspondu avec Daw Khin Kyi, mère d'Aung San Suu Kyi, et qu'après sa mort Aung San Suu Kyi avait été encouragée à entrer en politique par des sympathisants communistes, dont l'autre fille de Kyaw Zaw, San Kyaw Zaw. Il s'agissait implicitement d'établir un peu plus la "filiation communiste" d'Aung San Suu Kyi, nièce de Thakin Than Tun, ancien président du Parti Communiste de Birmanie (1945-1967). Le gendre de Kyaw Zaw, Thet Khaing, fut aussi accusé d'être un chef de file du groupe communiste clandestin responsable de l'organisation des comités de grève générale à Rangoon et Mandalay et de l'infiltration des syndicats étudiants.

## Retraite
Après 10 ans en exil au Yunnan Kyaw Zaw, lança en 1998 un appel à un vrai dialogue entre le Conseil d'État pour la Paix et le Développement (SPDC) au pouvoir et les groupes d'opposition, dont la Ligue nationale pour la démocratie (NLD).
Selon lui, le déplacement de la capitale de Rangoon à Naypyidaw ne signale pas tant la peur du régime d'une invasion américaine, que de celle d'un nouveau soulèvement populaire.
Kyaw Zaw, qui était un des plus jeunes Trente Camarades, était en 2006 un des deux survivants du groupe, avec Bo Yè Htut, l'un des chefs de l'insurrection communistes de 1948. Ses mémoires, rédigées en birman, sont disponibles sur le site  du Parti communiste de Birmanie.

## Source
- (en) Cet article est partiellement ou en totalité issu de l’article de Wikipédia en anglais intitulé « Kyaw Zaw » (voir la liste des auteurs).